# Landoveri
Landoveri je prva od četiri geološke epohe ili statigrafska niza na koje je podijeljeno razdoblje silura. Obuhvaća vremensko razdoblje od prije 443,7 ± 1,5 do 428,2 ± 2,3 milijuna godina.  Prethodi mu gornji ordovicij, a slijedi mu venlok.

## Podjela
Međunarodno povjerenstvo za stratigrafiju priznaje podjelu landoverija na tri doba:
- telih: od 436,0 ± 1,9 do 428,2 ± 2,3 milijuna godina
- aeron: od 439,0 ± 1,8 do 436,0 ± 1,9 milijuna godina
- rudan: od 443,7 ± 1,5 do 439,0 ± 1,8 milijuna godina

## Stratigrafska podjela i GSSP
Stratigrafski početak landoverija, kao i cijelog silura, podudara se sa slojevima geološkog doba rudana i karakterizira ga pojava graptolita vrsta  Parakidograptus acuminatus i Akidograptus ascensus u geološkim slojevima. Gornja stratigrafska granica landoverija nije još točno definirana, nalazi se tik ispod točke nestanka konodonta vrste Pterospathodus amorphognathoides u geološkim slojevima.
Globalna stratotipska točka (eng. Global Boundary Stratotype Section and Point - GSSP), koju je Međunarodno povjerenstvo za stratigrafiju uzelo kao referentnu za landoveri je presjek Dob's Linn u blizini mjesta Moffat, u Škotskoj.